# ヴァイオリン、ピアノと弦楽四重奏のための協奏曲
ヴァイオリン、ピアノと弦楽四重奏のための協奏曲（Concert）ニ長調 作品21は、エルネスト・ショーソンが1889年から1891年にかけて作曲した室内楽曲。

## 概要
パリの裕福な家庭に生まれたショーソンは、はじめ両親の希望をかなえるため法律の道を志し、1877年5月7日に法廷弁護士の資格を取得した。同時期に作曲も行っていたショーソンは、教えを請おうと訪ねたジュール・マスネに才能を見出されて1879年に25歳でパリ音楽院に入学、マスネに作曲を師事する一方でセザール・フランクの講義にも研究生として出入りしていた。マスネはショーソンを1881年のローマ大賞に挑戦させたが落選、これを機にマスネの下を離れたショーソンであったが、フランクにはその後も10年にわたって教えを仰ぎ続けた。こうして長くフランク門下で研鑽を積むことになったショーソンは、循環形式をはじめとする技法面のみならず、精神的にもフランクから強い影響を受けて独自のリリシズムを発展させていった。
曲はまず全楽章の主要主題がまとめて1889年5月に準備された。これを元に同月に第3楽章がまず書き上げられ、続いて第2楽章（1890年10月から11月）、第1楽章（1891年6月）、第4楽章（1891年7月）の順で完成された。初演は1892年3月4日、ブリュッセルにおいてウジェーヌ・イザイのヴァイオリン、オーギュスト・ピエレ（Auguste Pierret）のピアノ、及びクリックボーム（Mathieu Crickboom）、ビールマス（Louis Biermasz）、ヴァン・ホウト（Léon van Hout）、ヤコブ（Joseph Jacob）の四重奏で行われた。なかなか世間に認められず、「自信をつけることがライフワークである。」と日記に記していたショーソンであったが、この曲の初演は聴衆から大きな喝采を浴びることになった。彼はこう書き残している。「私は自分の音楽がとりわけベルギー人のために生まれたものであると信じざるを得ない。これほどの成功をかつて経験したことがないのだから（中略）長年感じることのかなわなった眩暈と喜びを感じている（中略）今後は私ももっと自信を持って仕事ができそうに思われる。」
作曲者によって協奏曲（Concert）と銘打たれた本作であるが、実質的な楽器編成はヴァイオリン、ピアノと弦楽四重奏という六重奏である。事実、ヴァイオリンとピアノが独奏楽器風に扱われる一方、弦楽四重奏がトゥッティの役割を果たす室内協奏曲ととらえることは可能であり、またヴァイオリンソナタやピアノ六重奏曲のような側面も持ち合わせている。楽器の扱いを考慮するならば「弦楽四重奏伴奏つきのヴァイオリンとピアノの二重奏曲」といえるだろう。他にも「Concert」という言葉は現代的な「協奏曲」を指すのではなく、ジャン＝フィリップ・ラモーやフランソワ・クープランの作品（コンセール）と精神的に通じるものであるとする見解もある。
曲はイザイへと献呈された。
また、この曲を演奏するにあたって、自身の代表作である『詩曲』も同じ編成で編曲した。

## 演奏時間
約40分

## 楽曲構成

### 第1楽章
決然と（Décidé） 2/2拍子 ニ長調
ソナタ形式。冒頭、まずピアノだけがフォルテッシモで重々しく、続いて低弦を伴ってやや穏やかに3音の動機が奏される（譜例1）。

譜例1
拍子を4/4拍子として30小節の導入を終えると、再び2/2拍子、Animéとなってピアノが起伏の大きなアルペジオを奏でる上で、独奏ヴァイオリンが譜例1に基づく第1主題を出す（譜例2）。

譜例2
これが十分に歌われるとピアノに旋律が受け渡されて弦楽四重奏も参加する。間断なく独奏ヴァイオリンとチェロのユニゾンによって譜例3の経過主題が奏でられ、この主題を扱いながら経過句が進められていく。

譜例3
はじめの速度に戻ってロ長調の第2主題が伸びやかに提示される（譜例4）。

譜例4
ピアノを中心に提示部をまとめて展開部に入る。展開部の構成は古典派のそれとは趣を異にしている。ニ長調に立ち返るとまず第1主題、続いて譜例3の経過主題が展開される。半分の音価となった譜例1を用いて弦楽器の強奏とピアノの静寂が対比されると、落ち着いた様子で第2主題が発展させられていく。独奏ヴァイオリンによるレチタティーヴォ風のパッセージで展開部を結ぶと、第1主題の再現に入る。第1主題がニ長調で独奏ヴァイオリンとピアノによって4オクターヴをカバーする充実した響きの中に示される一方、弦楽四重奏は対照的に急速なスケールを挿入する。起伏に富んだ経過部を経ると、第2主題も独奏ヴァイオリンとピアノ、そしてチェロも交えて3オクターヴの音域を使って出される。その他の楽器はトレモロを用いた伴奏音型を奏でており、緩やかだった提示部に比べて切迫感を与えられている。第2主題の再現から最後のクライマックスを形成すると、最後は静かに第1主題を回想するコーダを通じて穏やかに楽章の幕を閉じる。

### 第2楽章
シシリエンヌ: 速くなく（Pas vite） 6/8拍子 イ短調
シチリアーナのリズムに貫かれた優美な楽章。ヴァンサン・ダンディはこの楽章が「我々を（中略）ガブリエル・フォーレの庭へといざなう」と述べている。形式的にはロンド形式に近い。冒頭から独奏ヴァイオリンによって譜例5の主題がイ短調で提示される。

譜例5
譜例5がピアノによってイ長調で繰り返されると、他に複数個のエピソードを用いて進められていくが、いずれも譜例5との対比は鮮明ではない。やがて譜例5が再現されるにあたり、はじめは独奏ヴァイオリンのみ、次に独奏ヴァイオリンとチェロ、最後に3台のヴァイオリンと次第に旋律を担当する楽器の数を増やしていき、ピアノも非常に幅の広いアルペジオを奏でて大きな盛り上がりを築く。独奏ヴァイオリンの長いトリルを境に落ち着きを取り戻すと、最後はイ長調の主和音の中に静かに譜例5の断片を聞きながら終わる。

### 第3楽章
荘重に（Grave） 3/4拍子 ヘ短調
陰鬱な緩徐楽章。ピアノが静かに半音階的な音型を弾き始め、3小節目から独奏ヴァイオリンがその上に主題を出す（譜例6）。

譜例6
弦楽四重奏も加わってくるが、やがてピアノの低音部が三連符となり、さらに符点のリズムを刻むと独奏ヴァイオリンが新しい素材を熱っぽく提示する。
譜例7
さらにニ短調へと移って繰り返され、情熱的なピアノの伴奏と相俟って高揚する。落ち着きを取り戻すと、譜例6に現れている半音階的な伴奏音型がやや変形されて高音に現れる。以降は譜例7が扱われて次第に興奮の度を高めていき、その頂点で堂々と譜例6が回帰する。その後は勢いを落とし、ピアノが半音階的な音型で下降しながら静まって最弱音で楽章に幕を下ろす。

### 第4楽章
非常に活発に（Très aminé） 6/8拍子 ニ短調
ソナタ形式。前奏はなく、冒頭からピアノが勢いのある第1主題を出し、弦楽四重奏がピッツィカートで付き添う（譜例8）。

譜例8
まずピアノに出され、各楽器で代わる代わる奏される経過主題は生き生きとした性格のものである（譜例9）。

譜例9
一度調子を整えてから、先行するピアノに継いで独奏ヴァイオリンが変ロ長調で第2主題を提示する（譜例10）。

譜例10
そのまま滑らかな推移の中で譜例11の旋律を奏して提示部を結ぶ。

譜例11
譜例8で始まる展開部では低弦に第3楽章から譜例7の拡大形が現れる。続いて譜例8が拡大され精力的に展開されると、全ての弦楽器がユニゾンで譜例7を奏してクライマックスとなる。ニ短調の譜例8から始まる再現部では譜例9、譜例10（ヘ長調）、譜例11が次々に再現されていく。調性をニ長調、拍子を3/4拍子とし、速度を上げてコーダとなる。まず現れるのは譜例8であり、これが発展していき頂点に達すると再び譜例7が回想される。最後に譜例2の第1楽章第1主題が回顧され、興奮のうちに全楽器がニ音を奏して全曲を締めくくる。